# La Figuerola
La Figuerola es una localidad española del municipio de Castellnou de Bages, perteneciente a la provincia de Barcelona, en la comunidad autónoma de Cataluña.

## Demografía
En 2023, la entidad singular de población de La Figuerola tenía empadronados 104 habitantes, todos ellos en el núcleo de población de ese nombre.